# Cosmo Argento
Cosmo collana di fantascienza, più conosciuta come Cosmo Argento, per il colore delle copertine, è una collana editoriale di fantascienza pubblicata dalla Editrice Nord dal 1970 al 2007 per un totale di 340 volumi.
Assieme alla collana Cosmo Oro portò in Italia la fantascienza, a quell'epoca presente solo con collane diffuse nelle edicole, nel più quotato mercato delle librerie.

## Storia editoriale
La collana fu pubblicata a partire da ottobre 1970 con i caratteristici volumi a copertina rigida completamente color argento ed una sovraccopertina con una illustrazione in riquadro. A partire dal numero 7 fu indicato come curatore Riccardo Valla, che fino al 1979 si occupò di tenere i contatti con agenzie letterarie ed autori, selezionare i testi da pubblicare, negoziare i contratti, affidare e rivedere traduzioni e introduzioni. Dal numero 22 divenne direttore responsabile Gianfranco Viviani, che rimase quasi fino all'ultimo numero. Il ruolo di curatore fu assunto da Sandro Pergameno nel numero 79.
Con l'occasione dell'uscita del numero doppio 113/114 del luglio 1981 la copertina rigida fu sostituita con una copertina morbida, restando inalterato il formato grafico della sovraccopertina; quest'ultima scomparve nel numero 147, nel quale l'illustrazione, più grande e che fungeva da sfondo per autore e titolo, era stampata direttamente sulla prima di copertina.
A partire dal numero 163 il curatore divenne Piergiorgio Nicolazzini; dal numero 234 comparve la copertina risvoltata e sparì la numerazione sul dorso del volume. Il numero 278 segnò anche una revisione grafica, con la scomparsa del colore argento, mentre la prima di copertina era completamente ricoperta dall'illustrazione.
Il curatore non venne più indicato nel numero 295, ma Nicolazzini continuò a collaborare curando la stesura di alcuni numeri antologici. Infine ad aprile 2005 Gianfranco Viviani lasciò il ruolo di direttore della collana, che vide soli altri tre numeri pubblicati irregolarmente sotto la direzione di Stefano Mauri.

## Volumi pubblicati
- 1 - Norman Spinrad, La civiltà dei solari (The Solarians, 1966), ottobre 1970, ISBN 88-429-0010-9
- 2 - Brian Earnshaw, Il pianeta nell'occhio del tempo (Planet in the Eye of Time, 1968), novembre 1970, ISBN 88-429-0011-7
- 3 - Jeff Sutton, L'atomo stagnante (The Atom Conspiracy, 1963), gennaio 1971, ISBN 88-429-0012-5
- 4 - Lloyd Biggle, Jr., Furia dall'ignoto (The Fury Out of Time, 1965), febbraio 1971, ISBN 88-429-0013-3
- 5 - Astron Del Martia, Il cervello esploso (One Against Time, 1969), marzo 1971, ISBN 88-429-0014-1
- 6 - Norman Spinrad, Agente del caos (Agent of Chaos, 1967), aprile 1971, ISBN 88-429-0015-X
- 7 - Robert Silverberg, Vertice di immortali (To Live Again, 1968), maggio 1971, ISBN 88-429-0016-8
- 8 - Philip José Farmer, Il fiume della vita (To Your Scattered Bodies Go, 1971), luglio 1971, ISBN 88-429-0017-6
- 9 - Gordon R. Dickson, Esche nello spazio (The Alien Way, 1965), settembre 1971, ISBN 88-429-0018-4
- 10 - Frederik Pohl, Passi falsi nel futuro (The Age of the Pussy Foot, 1969), ottobre 1971, ISBN 88-429-0019-2
- 11 - Andre Norton, Riscatto cosmico (Star Guard, 1955), novembre 1971, ISBN 88-429-0020-6
- 12 - Philip K. Dick, Illusione di potere (Now Wait for Last Year, 1967), dicembre 1971, ISBN 88-429-0021-4
- 13 - Murray Leinster, L'Anonima Talenti (Talents Incorporated, 1962), gennaio 1972, ISBN 88-429-0022-2
- 14 - Harry Harrison, Largo! Largo! (Make Room! Make Room!, 1966), febbraio 1972, ISBN 88-429-0023-0
- 15 - Robert Silverberg, Brivido crudele (Thorns, 1968), marzo 1972, ISBN 88-429-0024-9
- 16 - Philip José Farmer, Il figlio del sole (Flesh, 1960), aprile 1972, ISBN 88-429-0025-7
- 17 - Lloyd Biggle, Jr., Ai margini della galassia (The Still, Small Voices of Trumpets, 1968), maggio 1972, ISBN 88-429-0026-5
- 18 - R. A. Lafferty, Maestro del passato (Past Master, 1968), giugno 1972, ISBN 88-429-0027-3
- 19 - Gordon R. Dickson, Tattica dell'errore (The Tactics of Mistake, 1971), luglio 1972, ISBN 88-429-0028-1
- 20 - Philip José Farmer, Alle sorgenti del fiume (The Fabulous Riverboat, 1972), agosto 1972, ISBN 88-429-0029-X
- 21 - Lloyd Biggle, Jr., Gli Olz di Branoff IV (The World Menders, 1971), settembre 1972, ISBN 88-429-0030-3
- 22 - Samuel R. Delany, Nova (Nova, 1968), marzo 1973, ISBN 88-429-0031-1
- 23 - Gordon R. Dickson, Soldato non chiedere (Soldier, Ask Not, 1967), maggio 1973, ISBN 88-429-0032-X
- 24 - Norman Spinrad, Il pianeta Sangre (The Men in the Jungle, 1967), giugno 1973, ISBN 88-429-0033-8
- 25 - Robert Silverberg, Torre di cristallo (Tower of Glass, 1970), agosto 1973, ISBN 88-429-0034-6
- 26 - Fritz Leiber, Circumluna chiama Texas (A Spectre Is Haunting Texas, 1968), ottobre 1973, ISBN 88-429-0035-4
- 27 - Gordon R. Dickson, Negromante (Necromancer, 1962), ottobre 1973, ISBN 88-429-0036-2
- 28 - Philip K. Dick, Noi marziani (Martian Time-Slip, 1964), dicembre 1973, ISBN 88-429-0037-0
- 29 - Colin Kapp, La memoria dello spazio (The Patterns of Chaos, 1972), marzo 1974, ISBN 88-429-0038-9
- 30 - Lester del Rey, Psicoscacco (Pstalemate, 1971), marzo 1974, ISBN 88-429-0039-7
- 31 - A. E. van Vogt, Diamondia (The Darkness On Diamondia, 1972), aprile 1974, ISBN 88-429-0040-0
- 32 - Roger Zelazny, Metamorfosi cosmica (Isle of the Dead, 1969), maggio 1974, ISBN 88-429-0041-9
- 33 - Poul Anderson, Mondo rovente (Satan's World, 1968), giugno 1974, ISBN 88-429-0042-7
- 34 - Gordon R. Dickson, Generale genetico (Dorsai!, 1960), settembre 1974, ISBN 88-429-0043-5
- 35 - Frank Herbert, Creatori di dei (The Godmakers, 1972), ottobre 1974, ISBN 88-429-0044-3
- 36 - Stanisław Lem, L'invincibile (Niezwyciezony i inne opowiadania, 1964), novembre 1974, ISBN 88-429-0045-1
- 37 - Ursula K. Le Guin, La falce dei cieli (The Lathe of Heaven, 1971), dicembre 1974, ISBN 88-429-0046-X
- 38 - Poul Anderson, Il mercante delle stelle (Traders to the Stars, 1964), febbraio 1975, ISBN 88-429-0047-8
- 39 - Alan Dean Foster, Il mistero del Krang (The Tar-Aym Krang, 1972), marzo 1975, ISBN 88-429-0048-6
- 40 - William Walling, Civiltà di prova (No One Goes There Now, 1971), aprile 1975, ISBN 88-429-0049-4
- 41 - Philip José Farmer, Primo contatto (Traitor to the Living, 1973), maggio 1975, ISBN 88-429-0050-8
- 42 - Poul Anderson, La ruota a tre punte (The Trouble Twisters, 1966), giugno 1975, ISBN 88-429-0051-6
- 43 - Lloyd Biggle, Jr., Complotto spaziale (Monument, 1975), luglio 1975, ISBN 88-429-0052-4
- 44 - Frederik Pohl, Cyril M. Kornbluth, Il segno del lupo (Wolfbane, 1959), settembre 1975, ISBN 88-429-0053-2
- 45 - Robert Wells, Imitazione biologica (Right-Handed Wilderness, 1973), ottobre 1975, ISBN 88-429-0054-0
- 46 - David Gerrold, Ricerca nel cosmo (Space Skimmer, 1972 1975), novembre 1975, ISBN 88-429-0055-9
- 47 - David G. Compton, Crononauti (Chronocules, 1970), dicembre 1975, ISBN 88-429-0056-7
- 48 - Jack Vance, Il mondo di Durdane (Anome, 1971), gennaio 1976, ISBN 88-429-0057-5
- 49 - James White, Il sogno del millennio (The Dream Millennium, 1974), febbraio 1976, ISBN 88-429-0058-3
- 50 - John Brunner, Eclissi totale (Total Eclipse, 1974), marzo 1976, ISBN 88-429-0059-1
- 51 - Alan Dean Foster, L'agguato del Vom (Bloodhype, 1973), aprile 1976, ISBN 88-429-0060-5
- 52 - Jack Vance, Il popolo di Durdane (The Brave Free Men, 1972), maggio 1976, ISBN 88-429-0061-3
- 53 - Frederik Pohl, Il passo dell'ubriaco (Drunkard's Walk, 1960), giugno 1976, ISBN 88-429-0062-1
- 54 - Barrington J. Bayley, La caduta di Cronopolis (The Fall of Chronopolis, 1974), luglio 1976, ISBN 88-429-0063-X
- 55 - Bob Shaw, Sfera orbitale (Orbitsville, 1975), settembre 1976, ISBN 88-429-0064-8
- 56 - Jack Vance, Asutra (Asutra, 1973), ottobre 1976, ISBN 88-429-0065-6
- 57 - M. A. Foster, I guerrieri dell'alba (The Warriors of Dawn, 1975), novembre 1976, ISBN 88-429-0066-4
- 58 - Dean R. Koontz, Sonda mentale (A Darkness in My Soul, 1972), dicembre 1976, ISBN 88-429-0067-2
- 59 - Joe Haldeman, Guerra eterna (The Forever War, 1974), gennaio 1977, ISBN 88-429-0068-0
- 60 - John Brunner, Conquista del caos (To Conquer Chaos, 1964), febbraio 1977, ISBN 88-429-0069-9
- 61 - Edgar Pangborn, La compagnia della gloria (The Company of Glory, 1975), marzo 1977, ISBN 88-429-0070-2
- 62 - Ursula K. Le Guin, Il mondo della foresta (The Word for World Is Forest, 1967), aprile 1977, ISBN 88-429-0071-0
- 63 - Stephen Tall, Astronave Stardust (The Stardust Voyages, 1975), giugno 1977, ISBN 88-429-0072-9
- 64 - Frederik Pohl, Uomo più (Man Plus, 1976), giugno 1977, ISBN 88-429-0073-7
- 65 - Alan Dean Foster, Terra di mezzo (Midworld, 1975), luglio 1977, ISBN 88-429-0074-5
- 66 - Poul Anderson, La guerra degli uomini alati (War of the Wing-Men, 1958), agosto 1977, ISBN 88-429-0075-3
- 67 - Larry Niven, Mondo senza tempo (A World Out of Time, 1976), settembre 1977, ISBN 88-429-0076-1
- 68 - Frederik Pohl, La spiaggia dei pitoni (A Plague of Pythons, 1965), ottobre 1977, ISBN 88-429-0077-X
- 69 - Barrington J. Bayley, Rotta di collisione (Collision Course, 1973), novembre 1977, ISBN 88-429-0078-8
- 70 - Luigi Menghini, Reazione a catena, dic 1977, ISBN 88-429-0079-6
- 71 - Robert Silverberg, Il paradosso del passato (Up the Line, 1969), gennaio 1978, ISBN 88-429-0080-X
- 72 - John Brunner, Impero interstellare (Interstellar Empire, 1976), febbraio 1978, ISBN 88-429-0081-8
- 73 - Dean R. Koontz, La pista dei mutanti (Nightmare Journey, 1975), marzo 1978, ISBN 88-429-0082-6
- 74 - Frederik Pohl, Jack Williamson, L'ultima stella (Farthest Star, 1975), aprile 1978, ISBN 88-429-0083-4
- 75 - A. E. van Vogt, Mente Suprema (Supermind, 1977), maggio 1978, ISBN 88-429-0084-2
- 76 - Jack Vance, Maske: Thaery (Maske: Thaery, 1976), giugno 1978, ISBN 88-429-0085-0
- 77/78 - Philip José Farmer, Il grande disegno (The Dark Design, 1977), luglio 1978, ISBN 88-429-0086-9
- 79 - Poul Anderson, Mirkheim (Mirkheim, 1977), settembre 1978, ISBN 88-429-0087-7
- 80 - Algis Budrys, Progetto Terra (Michaelmas, 1977), ottobre 1978, ISBN 88-429-0088-5
- 81 - C. J. Cherryh, I signori delle stelle (Hunter of Worlds, 1977), novembre 1978, ISBN 88-429-0089-3
- 82 - Daniela Piegai, Parola di alieno, dic 1978, ISBN 88-429-0090-7
- 83 - John Brunner, Effetto tempo (The Long Result, 1965), gennaio 1979, ISBN 88-429-0091-5
- 84 - Ursula K. Le Guin, Il pianeta dell'esilio (Planet of Exile, 1966), febbraio 1979, ISBN 88-429-0092-3
- 85 - Robert Silverberg, Mutazione (Downward to the Earth, 1971), marzo 1979, ISBN 88-429-0093-1
- 86 - Frank Herbert, Esperimento Dosadi (The Dosadi Experiment, 1977), aprile 1979, ISBN 88-429-0094-X
- 87 - Virginio Marafante, L'insidia dei Kryan, mag 1979, ISBN 88-429-0095-8
- 88 - A. E. van Vogt, Colosso anarchico (The Anarchist Colossus, 1977), giugno 1979, ISBN 88-429-0096-6
- 89/90 - Gordon R. Dickson, Le nebbie del tempo (Time Storm, 1977), luglio 1979, ISBN 88-429-0097-4
- 91 - Colin Kapp, L'arma del caos (The Chaos Weapon, 1977), settembre 1979, ISBN 88-429-0098-2
- 92 - Jack Vance, Marune: Alastor 933 (Marune: Alastor 933, 1975), ottobre 1979, ISBN 88-429-0099-0
- 93 - Alan Dean Foster, Stella orfana (Orphan Star, 1977), novembre 1979, ISBN 88-429-0100-8
- 94 - Luigi Menghini, Il regno della Nube, dic 1979, ISBN 88-429-0101-6
- 95 - Daniel F. Galouye, Universo senza luce (Dark Universe, 1961), gennaio 1980, ISBN 88-429-0102-4
- 96 - William Rotsler, Zandra (Zandra, 1975), febbraio 1980, ISBN 88-429-0103-2
- 97 - Joe Haldeman, Ponte mentale (Mindbridge, 1977), marzo 1980, ISBN 88-429-0104-0
- 98 - Riccardo Scagnoli, L'ultima frontiera, apr 1980, ISBN 88-429-0105-9
- 99 - Robert Silverberg, Gli osservatori (Those Who Watch, 1967), maggio 1980, ISBN 88-429-0106-7
- 100 - Bob Shaw, Legione spaziale (Who Goes Here?, 1977), giugno 1980, ISBN 88-429-0107-5
- 101 - Barrington J. Bayley, Le vesti di Caean (The Garments of Caean, 1978), luglio 1980, ISBN 88-429-0108-3
- 102 - A. E. van Vogt, Pendulum (Pendulum, 1978), agosto 1980, ISBN 88-429-0109-1
- 103 - Daniela Piegai, Ballata per Lima, settembre 1980, ISBN 88-429-0110-5
- 104 - Jack Vance, I linguaggi di Pao (The Languages of Pao, 1958), ottobre 1980, ISBN 88-429-0111-3
- 105/106 - Poul Anderson, Cronache della Lega Polesotecnica (The Earth Book of Stormgate, 1978), novembre 1980, ISBN 88-429-0112-1
- 107 - John Brunner, Dramma d'avanguardia (The Production of Time, 1967), gennaio 1981, ISBN 88-429-0113-X
- 108 - Luigi Menghini, L'assedio, febbraio 1981, ISBN 88-429-0114-8
- 109 - Jack Vance, Wyst: Alastor 1716 (Wyst: Alastor 1716, 1978), marzo 1981, ISBN 88-429-0115-6
- 110 - Robert Silverberg, La civiltà degli eccelsi (Across a Billion Years, 1969), aprile 1981, ISBN 88-429-0116-4
- 111 - Patrice Duvic, Pesce pilota (Poisson pilote, 1979), maggio 1981, ISBN 88-429-0117-2
- 112 - A. E. van Vogt, Incontri nel cosmo (Cosmic Encounter, 1980), giugno 1981, ISBN 88-429-0118-0
- 113/114 - Philip José Farmer, Il labirinto magico (The Magic Labyrinth, 1980), luglio 1981, ISBN 88-429-0119-9
- 115 - Gordon R. Dickson, L'ora dell'orda (The Hour of the Horde, 1970), settembre 1981, ISBN 88-429-0120-2
- 116 - Gilda Musa, Fondazione «Id», ottobre 1981, ISBN 88-429-0121-0
- 117 - Joan D. Vinge, La cintura del paradiso (The Outcast of Heaven Belt, 1978), novembre 1981, ISBN 88-429-0122-9
- 118 - Ray Cummings, La ragazza ombra (The Shadow Girl, 1946), gennaio 1982, ISBN 88-429-0123-7
- 119 - John Brunner, I vendicatori di Carrig (The Avenger of Carrig, 1969), febbraio 1982, ISBN 88-429-0124-5
- 120 - Jack Vance, Il principe grigio (The Gray Prince, 1974), marzo 1982, ISBN 88-429-0125-3
- 121 - Edmund Cooper, L'uomo della Terza Fase (The Cloud Walker, 1973), aprile 1982, ISBN 88-429-0126-1
- 122 - Frank Herbert, Creatori di paradisi (The Heaven Makers, 1977), maggio 1982, ISBN 88-429-0127-X
- 123 - Luigi Menghini, Il messaggio dei Calten, giu 1982, ISBN 88-429-0128-8
- 124/125 - Philip José Farmer, Il sole nero (Dark Is the Sun, 1979), luglio 1982, ISBN 88-429-0129-6
- 126 - Alan Dean Foster, La fine della vicenda (The End of the Matter, 1977), settembre 1982, ISBN 88-429-0130-X
- 127 - Gordon R. Dickson, Lo spirito dei Dorsai (The Spirit of Dorsai, 1979), ottobre 1982, ISBN 88-429-0131-8
- 128 - Poul Anderson, La volpe delle stelle (The Star Fox, 1965), novembre 1982, ISBN 88-429-0132-6
- 129 - Marion Zimmer Bradley, I cacciatori della Luna Rossa (Hunters of the Red Moon, 1973), dicembre 1982, ISBN 88-429-0133-4
- 130 - Robert Silverberg, Invasori terrestri (Invaders from Earth, 1958), gennaio 1983, ISBN 88-429-0134-2
- 131 - Jack Vance, Miro Hetzel l'investigatore (Galactic Effectuator, 1980), febbraio 1983, ISBN 88-429-0135-0
- 132 - Gordon R. Dickson, Il Dorsai perduto (The Lost Dorsai, 1980), marzo 1983, ISBN 88-429-0136-9
- 133 - Wilson Tucker, Alla ricerca di Lincoln (The Lincoln Hunters, 1958), marzo 1983, ISBN 88-429-0137-7
- 134 - E. C. Tubb, Nati nello spazio (The Space-Born, 1956), aprile 1983, ISBN 88-429-0138-5
- 135 - Poul Anderson, Il giorno del loro ritorno (The Day of Their Return, 1975), giugno 1983, ISBN 88-429-0139-3
- 136/137 - Gregory Kern, Le missioni di Capitan Ken libero agente spaziale (Galaxy of the Lost, 1973; Slave Ship from Sergan, 1973; Monster of Metalaze, 1973; Enemy within the Skull, 1974), luglio 1983, ISBN 88-429-0140-7
- 138 - Robert Randall, Il pianeta nascosto (The Shrouded Planet, 1957), settembre 1983, ISBN 88-429-0141-5
- 139 - Barrington J. Bayley, La grande ruota (The Grand Wheel, 1977), ottobre 1983, ISBN 88-429-0142-3
- 140 - Edmund Cooper, Transit (Transit, 1964), novembre 1983, ISBN 88-429-0143-1
- 141 - Robert Randall, La luce dell'alba (The Dawning Light, 1959), dicembre 1983, ISBN 88-429-0144-X
- 142 - Roger Zelazny, Le rocce dell'Impero (Doorways in the Sand, 1975), gennaio 1984, ISBN 88-429-0145-8
- 143 - John Brunner, Avvertite il mondo (Give Warning to the World, 1974), marzo 1984, ISBN 88-429-0146-6
- 144 - Clifford D. Simak, Il cubo azzurro (Special Deliverance, 1982), aprile 1984, ISBN 88-429-0147-4
- 145 - Richard Cowper, Un uomo chiamato Magobion (Time Out of Mind, 1973), maggio 1984, ISBN 88-429-0148-2
- 146 - Andre Norton, La gemma aliena (The Zero Stone, 1968), giugno 1984, ISBN 88-429-0149-0
- 147 - Philip José Farmer, Il distruttore (The Unreasoning Mask, 1981), luglio 1984, ISBN 88-429-0150-4
- 148 - Nino Filastò, La proposta, settembre 1984, ISBN 88-429-0151-2
- 149 - Alan Dean Foster, Storia di Flinx (For Love of Mother-Not, 1983), ottobre 1984, ISBN 88-429-0152-0
- 150 - Paul Preuss, Le porte dei cieli (The Gates of Heaven, 1980), novembre 1984, ISBN 88-429-0153-9
- 151/152 - Frank Herbert, Il morbo bianco (The White Plague, 1982), dicembre 1984, ISBN 88-429-0154-7
- 153 - Alan Dean Foster, L'incontro con i Thranx (Nor Crystal Tears, 1982), febbraio 1985, ISBN 88-429-0155-5
- 154 - Luigi Menghini, Il mio amico Stone, marzo 1985, ISBN 88-429-0156-3
- 155 - Joe Haldeman, Jack C. Haldeman II - Scuola di sopravvivenza (There Is No Darkness, 1983), aprile 1985, ISBN 88-429-0157-1
- 156 - Philip José Farmer, Roger Two Hawks (Two Hawks from Earth, 1979), maggio 1985, ISBN 88-429-0158-X
- 157 - C. J. Cherryh, L'orgoglio di Chanur (The Pride of Chanur, 1982), giugno 1985, ISBN 88-429-0159-8
- 158 - Gordon R. Dickson, Il richiamo delle stelle (The Far Call, 1983), luglio 1985, ISBN 88-429-0160-1
- 159 - Harry Harrison, Tunnel negli abissi (A Transatlantic Tunnel, Hurrah!, 1972), settembre 1985, ISBN 88-429-0161-X
- 160 - Bob Shaw, Ritorno a Orbitsville (Orbitsville Departure, 1983), ottobre 1985, ISBN 88-429-0162-8
- 161 - Frederik Pohl, Gli anni della città (The Years of the City, 1984), novembre 1985, ISBN 88-429-0163-6
- 162 - Philip José Farmer, Gli dei del Fiume (The Gods of Riverworld, 1983), dicembre 1985, ISBN 88-429-0164-4
- 163 - Charles Sheffield, Progetto Proteo (Sight of Proteus, 1978), gennaio 1986, ISBN 88-429-0165-2
- 164 - Marco Pensante, Il sole non tramonta, febbraio 1986, ISBN 88-429-0166-0
- 165 - John Varley, Millennium (Millennium, 1983), marzo 1986, ISBN 88-429-0167-9
- 166 - Larry Niven, Il popolo dell'anello (The Integral Trees, 1983), aprile 1986, ISBN 88-429-0168-7
- 167 - Robert Silverberg, L'ora del passaggio (Tom O'Bedlam, 1985), maggio 1986, ISBN 88-429-0169-5
- 168 - Philip José Farmer, Il sistema «Dayworld» (Dayworld, 1985), giugno 1986, ISBN 88-429-0170-9
- 169 - Kim Stanley Robinson, Icehenge (Icehenge, 1984), agosto 1986, ISBN 88-429-0171-7
- 170 - Michael Bishop, Il segreto degli Asadi (Tranfigurations, 1979), settembre 1986, ISBN 88-429-0172-5
- 171 - Bruce Sterling, La matrice spezzata (Schismatrix, 1985), ottobre 1986, ISBN 88-429-0173-3
- 172 - Gordon R. Dickson, L'Enciclopedia Finale - 1º (The Final Encyclopedia, 1984), novembre 1986, ISBN 88-429-0174-1
- 173 - Gordon R. Dickson, L'Enciclopedia Finale - 2º (The Final Encyclopedia, 1984), novembre 1986, ISBN 88-429-0175-X
- 174 - Kate Wilhelm, Il tempo del ginepro (Juniper Time, 1979), gennaio 1987, ISBN 88-429-0176-8
- 175 - Paolo Aresi, Oberon. L'avamposto tra i ghiacci, febbraio 1987, ISBN 88-429-0177-6
- 176 - David Brin, Il simbolo della rinascita (The Postman, 1985), marzo 1987, ISBN 88-429-0178-4
- 177 - Frederik Pohl, L'invasione degli uguali (Coming of the Quantum Cats, 1986), aprile 1987, ISBN 88-429-0179-2
- 178 - Greg Bear, L'ultima fase (Blood Music, 1985), maggio 1987, ISBN 88-429-0180-6
- 179 - Tim Powers, Il palazzo del mutante (Dinner At Deviant's Palace, 1985), giugno 1987, ISBN 88-429-0181-4
- 180 - Gregory Benford, David Brin, Nel cuore della cometa (Heart of the Comet, 1986), luglio 1987, ISBN 88-429-0182-2
- 181 - Brian W. Aldiss, Sam Lundwall (a cura di), Antologia Internazionale di Fantascienza (The Penguin World Omnibus of Science Fiction, 1986), agosto 1987, ISBN 88-429-0183-0
- 182 - Greg Bear, Eon (Eon, 1985), settembre 1987, ISBN 88-429-0184-9
- 183 - Michael Bishop, Occhi di fuoco (Eyes of Fire, 1980), ottobre 1987, ISBN 88-429-0185-7
- 184 - Gordon R. Dickson, L'uomo eterno (The Forever Man, 1986), novembre 1987, ISBN 88-429-0186-5
- 185 - Philip José Farmer, Il ribelle di Dayworld (Dayworld Rebel, 1987), dicembre 1987, ISBN 88-429-0187-3
- 186 - Alan Dean Foster, Il pianeta dei ghiacci (Icerigger, 1974), febbraio 1988, ISBN 88-429-0188-1
- 187 - Robert Silverberg, L'astro dei nomadi (Star of Gypsies, 1986), marzo 1988, ISBN 88-429-0189-X
- 188 - Joan Slonczewski, La difesa di Shora (A Door in the Ocean, 1986), aprile 1988, ISBN 88-429-0190-3
- 189 - Frank Herbert, La barriera di Santaroga (The Santaroga Barrier, 1967 1968), maggio 1988, ISBN 88-429-0191-1
- 190 - Larry Niven, La civiltà dell'anello (The Smoke Ring, 1987), giugno 1988, ISBN 88-429-0192-X
- 191 - Greg Bear, L'ultimatum (The Forge of God, 1987), settembre 1988, ISBN 88-429-0193-8
- 192 - Michael Swanwick, L'intrigo Wetware (Vacuum Flowers, 1987), ottobre 1988, ISBN 88-429-0194-6
- 193 - Paul J. Mcauley, La torre aliena (Four Hundred Billion Stars, 1988), novembre 1988, ISBN 88-429-0195-4
- 194 - Charles Sheffield, Le Guide dell'infinito (Between the Strokes of Night, 1985), dicembre 1988, ISBN 88-429-0196-2
- 195 - Mariangela Cerrino, L'ultima terra oscura, gen 1989, ISBN 88-429-0197-0
- 196 - Alan Dean Foster, Missione a Moulokin (Mission to Moulokin, 1979), febbraio 1989, ISBN 88-429-0198-9
- 197 - Gregory Benford, Il manufatto (Artifact, 1985), marzo 1989, ISBN 88-429-0199-7
- 198 - John Brosnan, I Signori dell'Aria (The Sky Lords, 1988), aprile 1989, ISBN 88-429-0200-4
- 199 - Nancy Kress, La città della luce (An Alien Light, 1988), maggio 1989, ISBN 88-429-0201-2
- 200 - Greg Bear, Sfida all'eternità (Eternity, 1988), giugno 1989, ISBN 88-429-0202-0
- 201 - John Brunner, L'isola del caos (The Tides of Time, 1984), luglio 1989, ISBN 88-429-0203-9
- 202 - Orson Scott Card, I ribelli di Treason (Treason, 1988), settembre 1989, ISBN 88-429-0204-7
- 203 - George Alec Effinger, Senza tregua (When Gravity Fails, 1987), ottobre 1989, ISBN 88-429-0205-5
- 204 - Iain M. Banks, La mente di Schar (Consider Phlebas, 1987), novembre 1989, ISBN 88-429-0206-3
- 205 - Gordon R. Dickson, La congiura Dorsai (The Chantry Guild, 1988), gennaio 1990, ISBN 88-429-0207-1
- 206 - Franco Forte, Gli eretici di Zlatos, febbraio 1990, ISBN 88-429-0208-X
- 207 - Alan Dean Foster, L'inferno tra i ghiacci (The Deluge Drivers, 1987), marzo 1990, ISBN 88-429-0209-8
- 208 - Lois McMaster Bujold, Gravità zero (Falling Free, 1988), aprile 1990, ISBN 88-429-0210-1
- 209 - John Brosnan, I guerrieri dell'aria (War of the Sky Lords, 1989), maggio 1990, ISBN 88-429-0211-X
- 210 - Philip José Farmer, La caduta di Dayworld (Dayworld Breakup, 1990), giugno 1990, ISBN 88-429-0212-8
- 211 - Luigi Menghini, Iseneg!, luglio 1990, ISBN 88-429-0213-6
- 212 - Iain M. Banks, L'impero di Azad (The Player of Games, 1988), settembre 1990, ISBN 88-429-0214-4
- 213 - Alan Dean Foster, Obiettivo Longtunnel (Flinx in Flux, 1988), ottobre 1990, ISBN 88-429-0215-2
- 214 - Christopher Hinz, Il risveglio del Paratwa (Liege Killer, 1987), novembre 1990, ISBN 88-429-0216-0
- 215 - Joe Haldeman, Fondazione Stileman (Buying Time, 1989), gennaio 1991, ISBN 88-429-0217-9
- 216 - George Alec Effinger, Programma Fenice (A Fire in the Sun, 1989), febbraio 1991, ISBN 88-429-0218-7
- 217 - Emma Bull, Falcon (Falcon, 1989), marzo 1991, ISBN 88-429-0219-5
- 218 - Sheri S. Tepper, Pianeta di caccia (Grass, 1989), aprile 1991, ISBN 88-429-0220-9
- 219 - Joan Slonczewski, Le mura dell'Eden (The Wall Around Eden, 1989), maggio 1991, ISBN 88-429-0221-7
- 220 - Greg Bear, La regina degli angeli (Queen of Angels, 1990), giugno 1991, ISBN 88-429-0222-5
- 221 - Pietro Caracciolo, Nel segno del serpente, luglio 1991, ISBN 88-429-0223-3
- 222 - John Brosnan, La fine del dominio (The Fall of the Sky Lords, 1991), settembre 1991, ISBN 88-429-0224-1
- 223 - Iain M. Banks, La guerra di Zakalwe (Use of Weapons, 1990), ottobre 1991, ISBN 88-429-0225-X
- 224 - Michael F. Flynn, La grande congiura (In the Country of the Blind, 1990), novembre 1991, ISBN 88-429-0226-8
- 225 - Bob Shaw, I costruttori di Orbitsville (Orbitsville Judgment, 1990), gennaio 1992, ISBN 88-429-0227-6
- 226 - John Brunner, La missione dell'astronave (A Maze of Stars, 1991), febbraio 1992, ISBN 88-429-0228-4
- 227 - Christopher Hinz, Generazione Paratwa (Ash Ock, 1989), marzo 1992, ISBN 88-429-0229-2
- 228 - Judith Moffett, Incontro con gli Hefn (The Ragged World, 1991), aprile 1992, ISBN 88-429-0230-6
- 229 - Joe Haldeman, Il paradosso Hemingway (The Hemingway Hoax, 1991), maggio 1992, ISBN 88-429-0231-4
- 230 - Paul J. Mcauley, La stella dei precursori (Eternal Light, 1991), giugno 1992, ISBN 88-429-0232-2
- 231 - Giovanna Bonsi, La brigata dell'apocalisse, luglio 1992, ISBN 88-429-0233-0
- 232 - Lois McMaster Bujold, L'eroe dei Vor (Borders of Infinity, 1989), settembre 1992, ISBN 88-429-0234-9
- 233 - Sheri S. Tepper, La razza perduta (Raising the Stones, 1990), ottobre 1992, ISBN 88-429-0235-7
- 234 - Greg Bear, Il pianeta della vendetta (Anvil of Stars, 1992), novembre 1992, ISBN 88-429-0236-5
- 235 - Alan Dean Foster, Guerra senza fine (A Call to Arms, 1991), gennaio 1993, ISBN 88-429-0237-3
- 236 - C. J. Cherryh, La sfida di Chanur (Chanur's Venture, 1984), febbraio 1993, ISBN 88-429-0238-1
- 237 - George Alec Effinger, Esilio dal Budayeen (The Exiles Kiss, 1991), marzo 1993, ISBN 88-429-0239-X
- 238 - Terry Bisson, Viaggio sul Pianeta rosso (Voyage to the Red Planet, 1990), aprile 1993, ISBN 88-429-0240-3
- 239 - Sheri S. Tepper, Il segreto degli Arbai (Sideshow, 1992), maggio 1993, ISBN 88-429-0702-2
- 240 - Christopher Hinz, L'invasione dei Paratwa (The Paratwa, 1991), giugno 1993, ISBN 88-429-0710-3
- 241 - Piero Prosperi, Garibaldi a Gettysburg, luglio 1993, ISBN 88-429-0717-0
- 242 - Leo Frankowski, Le avventure di Conrad Stargard (The Cross-Time Engineer, 1986), settembre 1993, ISBN 88-429-0719-7
- 243 - Norman Spinrad, Deus X (Deus X, 1992), ottobre 1993, ISBN 88-429-0726-X
- 244 - Iain M. Banks, L'arma finale (Against a Dark Background, 1992), novembre 1993, ISBN 88-429-0737-5
- 245 - C. J. Cherryh, La vendetta di Chanur (The Kif Strike Back, 1985), gennaio 1994, ISBN 88-429-0748-0
- 246 - John E. Stith, La città sull'orlo del nulla (Manhattan Transfer, 1993), febbraio 1994, ISBN 88-429-0751-0
- 247 - Philip José Farmer, Gli avventurieri di Riverworld (Crossing the Dark River, 1992; Up the Bright River, 1993; Coda, 1993), marzo 1994, ISBN 88-429-0756-1
- 248 - Paul J. Mcauley, Marte più (Red Dust, 1993), aprile 1994, ISBN 88-429-0760-X
- 249 - Anne McCaffrey, Elizabeth Moon, I pirati dei pianeti (Sassinak, 1990), maggio 1994, ISBN 88-429-0765-0
- 250 - John Varley, La spiaggia d'acciaio (Steel Beach, 1992), giugno 1994, ISBN 88-429-0771-5
- 251 - Leo Frankowski, Sir Conrad Cavaliere del tempo (High-Tech Knight, 1989), luglio 1994, ISBN 88-429-0779-0
- 252 - C. J. Cherryh, Il ritorno di Chanur (Chanur's Homecoming, 1986), settembre 1994, ISBN 88-429-0780-4
- 253 - Lois McMaster Bujold, Il nemico dei Vor (Brothers in Arm, 1989), ottobre 1994, ISBN 88-429-0786-3
- 254 - Greg Bear, Marte in fuga (Moving Mars, 1993), novembre 1994, ISBN 88-429-0794-4
- 255 - Michael Moorcock, Michael Kane il guerriero di Marte (The Warriors of Mars, 1965; Blades of Mars, 1965; The Barbarians of Mars, 1965), gennaio 1995, ISBN 88-429-0806-1
- 256 - Leo Frankowski, L'armata degli eroi (The Radiant Warrior, 1989), febbraio 1995, ISBN 88-429-0810-X
- 257 - Sean Stewart, Angelo nero (Passion Play, 1992), marzo 1995, ISBN 88-429-0814-2
- 258 - C. J. Cherryh, L'eredità di Chanur (Chanur's Legacy, 1992), aprile 1995, ISBN 88-429-0820-7
- 259 - John Brunner, L'orbita spezzata (The Jagged Orbit, 1969), maggio 1995, ISBN 88-429-0824-X
- 260 - Wilhelmina Baird, FilmLive. Contratto mortale (Crashcourse, 1993), giugno 1995, ISBN 88-429-0831-2
- 261 - Nicola Fantini, La variabile Berkeley, luglio 1995, ISBN 88-429-0838-X
- 262 - J. R. Dunn, Chip Runner (This Side of Judgement, 1994), settembre 1995, ISBN 88-429-0842-8
- 263 - Iain M. Banks, Criptosfera (Feersum Endjinn, 1994), ottobre 1995, ISBN 88-429-0848-7
- 264 - Greg Egan, La Terra moltiplicata (Quarantine, 1992), novembre 1995, ISBN 88-429-0860-6
- 265 - Leo Frankowski, La valle del massacro (The Flying Warlord, 1989), gennaio 1996, ISBN 88-429-0875-4
- 266 - John Brunner, Rete globale (Codice 4GH) (The Shockwave Rider, 1975), febbraio 1996, ISBN 88-429-0881-9
- 267 - Lois McMaster Bujold, L'onore dei Vor (Shards of Honor, 1986), marzo 1996, ISBN 88-429-0887-8
- 268 - Paul Di Filippo, Steampunk (libro) (The Steampunk Trilogy, 1995), aprile 1996, ISBN 88-429-0893-2
- 269 - Richard Calder, Virus ginoide (Dead Girls, 1992), maggio 1996, ISBN 88-429-0900-9
- 270 - Greg Bear, Controevoluzione (Legacy, 1995), giugno 1996, ISBN 88-429-0907-6
- 271 - Alessandro Vietti, Cyberworld, luglio 1996, ISBN 88-429-0915-7
- 272 - Leo Frankowski, L'ultima crociata di Conrad Stargard (Lord's Conrad Lady, 1990), settembre 1996, ISBN 88-429-0935-1
- 273 - Charles L. Harness, La legge della creazione (The Ring of Ritornel, 1968), ottobre 1996, ISBN 88-429-0930-0
- 274 - Lois McMaster Bujold, La spia dei Dendarii (Ethan of Athos, 1986), novembre 1996, ISBN 88-429-0936-X
- 275 - Anne McCaffrey, Jody Lynn Nye, Effetto criogenico (The Death of Sleep, 1990), gennaio 1997, ISBN 88-429-0943-2
- 276 - Charles Ingrid, L. A. Zona mutante (The Marked Man, 1989), febbraio 1997, ISBN 88-429-0948-3
- 277 - Charles Sheffield, Caccia a Nimrod (The Mind Pool, 1993), marzo 1997, ISBN 88-429-0952-1
- 278 - Michael Bishop, Il tempo è il solo nemico (No Enemy But Time, 1982), aprile 1997, ISBN 88-429-0958-0
- 279 - Mike Resnick, Nell'abisso di Olduvai (Seven Views of Olduvai Gorge, 1994), aprile 1997, ISBN 88-429-0963-7
- 280 - Iain M. Banks, L'altro universo (Excession, 1996), giugno 1997, ISBN 88-429-0970-X
- 281 - Frederik Pohl, Alla fine dell'arcobaleno (Starburst, 1982), luglio 1997, ISBN 88-429-0835-5
- 282 - James Morrow, Il ribelle di Veritas (City of Truth, 1990), settembre 1997, ISBN 88-429-0856-8
- 283 - Christopher Evans, Agenti della Noosfera (Mortal Remains or Heirs of the Noosphere, 1995), ottobre 1997, ISBN 88-429-0982-3
- 284 - W. Michael Gear, L'enigma di Star's Rest (The Artifact, 1990), novembre 1997, ISBN 88-429-0990-4
- 285 - Anne McCaffrey, Jody Lynn Nye, Generazione guerrieri (Generation Warrior, 1991), gennaio 1998, ISBN 88-429-1003-1
- 286 - Frederik Pohl, Guerra fredda (The Cool War, 1979), febbraio 1998, ISBN 88-429-1032-5
- 287 - Stephen Baxter, Infinito (Timelike Infinity, 1992), marzo 1998, ISBN 88-429-1012-0
- 288 - Barry N. Malzberg, Leslie Blount il messaggero (The Men Inside, 1973), aprile 1998, ISBN 88-429-1040-6
- 289 - Fritz Leiber, L'esperimento di Daniel Kesserich (The Dealings of Daniel Kesserich. A Study of the Mass-Insanity at Smithville, 1997), maggio 1998, ISBN 88-429-1021-X
- 290 - Paul J. McAuley, Fairyland (Fairyland, 1995), giugno 1998, ISBN 88-429-1026-0
- 291 - Paolo Aresi, Il giorno della sfida, luglio 1998, ISBN 88-429-1033-3
- 292 - Piergiorgio Nicolazzini (a cura di), Strani universi (antologia), settembre 1998, ISBN 88-429-1035-X
- 293 - Daniel F. Galouye, Simulacron (Simulacron 3, 1964, 1976), ottobre 1998, ISBN 88-429-1041-4
- 294 - Frederik Pohl, Il pianeta Jem. La costruzione di un'utopia (Jem. The Making of a Utopia, 1979), novembre 1998, ISBN 88-429-1051-1
- 295 - Ian Watson, Riflusso (The Embedding, 1973), gennaio 1999, ISBN 88-429-1064-3
- 296 - Ursula K. Le Guin, Il mondo di Rocannon (Rocannon's World, 1964, 1966), febbraio 1999, ISBN 88-429-1071-6
- 297 - Alan Dean Foster, Flinx nella terra di mezzo (Mid-Flinx, 1995), marzo 1999, ISBN 88-429-1077-5
- 298 - Ian Watson, L'enigma dei visitatori (La doppia faccia degli UFO) (Miracle Visitors, 1978), aprile 1999, ISBN 88-429-1083-X
- 299 - Paul J. McAuley, Il ragazzo del fiume (Child of the River, 1997), maggio 1999, ISBN 88-429-1088-0
- 300 - Norman Spinrad, Tra due fuochi (A World Between, 1979), giugno 1999, ISBN 88-429-1094-5
- 301 - AA. VV., La guerra nelle galassie (antologia), luglio 1999, ISBN 88-429-1100-3
- 302 - Piergiorgio Nicolazzini (a cura di), Strani universi 2 (antologia), settembre 1999, ISBN 88-429-1101-1
- 303 - Alessandro Vietti, Il codice dell'invasore, ottobre 1999, ISBN 88-429-1105-4
- 304 - Theodore Sturgeon, Lo scrigno delle 15 perle (Sturgeon Is Alive and Well..., 1971), novembre 1999, ISBN 88-429-1113-5
- 305 - Brian M. Stableford, Nel vortice di Alcione (The Halcyon Drift, 1972), gennaio 2000, ISBN 88-429-1122-4
- 306 - Paul J. McAuley, Il Mercenario di Confluence (Ancient of Days, 1998), febbraio 2000, ISBN 88-429-1126-7
- 307 - Damien Broderick, Sull'orlo del ciclone (The Dreaming Dragons. A Time opera, 1980), marzo 2000, ISBN 88-429-1130-5
- 308 - Piers Anthony, La sfida finale. Nel grande cerchio (Sos the Rope, 1968), aprile 2000, ISBN 88-429-1135-6
- 309 - Richard Cowper, La generazione del crepuscolo. Il tramonto di Briareo (The Twilight of Briareus, 1974), maggio 2000, ISBN 88-429-1139-9
- 310 - Paul J. McAuley, Yama di Confluence (Shrine of Stars, 1999), giugno 2000, ISBN 88-429-1142-9
- 311 - Stephen Bury, CobWeb: Il complotto (The Cobweb, 1996), novembre 2000, ISBN 88-429-1146-1
- 312 - Bernard Wolfe, Limbo: Il sistema «Immob» (Limbo, 1952), dicembre 2000, ISBN 88-429-1147-X
- 313 - Marco Della Corte, Trenta giorni, febbraio 2001, ISBN 88-429-1162-3
- 314 - Eric Frank Russell, Symbiotica e altre storie (antologia), marzo 2001, ISBN 88-429-1163-1
- 315 - Joan D. Vinge, Occhi d'ambra e altre storie (Eyes of Amber, 1977; Fireship, 1978; Phoenix in Ashes, 1978), aprile 2001, ISBN 88-429-1173-9
- 316 - Francesco Puggioni, L'intercettore, mag 2001, ISBN 88-429-1176-3
- 317 - M. A. Foster, I guerrieri dell'alba (The Warriors of Dawn, 1975), giugno 2001, ISBN 88-429-1182-8
- 318 - Greg Bear, Zero assoluto (Heads, 1990), settembre 2001, ISBN 88-429-1188-7
- 319 - Piergiorgio Nicolazzini (a cura di), L'universo Cyber 1 (antologia), ottobre 2001, ISBN 88-429-1189-5
- 320 - Piergiorgio Nicolazzini (a cura di), L'universo Cyber 2 (antologia), novembre 2001, ISBN 88-429-1190-9
- 321 - John Shirley, L'era dei miracoli (The Silicon Embrace, 1996), gennaio 2002, ISBN 88-429-1192-5
- 322 - Fabio Novel, Scatole Siamesi. Il fattore Freedom, febbraio 2002, ISBN 88-429-1201-8
- 323 - Piergiorgio Nicolazzini (a cura di), L'universo Cyber 3 (antologia), marzo 2002, ISBN 88-429-1203-4
- 324 - Patricia Anthony, Il fuoco divino (God's Fires, 1997), aprile 2002, ISBN 88-429-1206-9
- 325 - Alfred Bester, Connessione Computer (The Computer Connection, 1975), maggio 2002, ISBN 88-429-1211-5
- 326 - Olaf Stapledon, Sirius (Sirius: A Fantasy of Love and Discord, 1944), giugno 2002, ISBN 88-429-1213-1
- 327 - Christopher Rowley, Vang. La forma militare (The Vang: The Military Form, 1998), settembre 2002, ISBN 88-429-1220-4
- 328 - Alan Dean Foster, Filogenesi (Philogenesis, 1999), ottobre 2002, ISBN 88-429-1221-2
- 329 - Vernor Vinge, Il vero nome (True Names, 1981), gennaio 2003, ISBN 88-429-1240-9
- 330 - Alan Dean Foster, Incontri pericolosi (Dirge, 2000), marzo 2003, ISBN 88-429-1246-8
- 331 - Frank Herbert, Progetto 40 (Hellstrom's Hive, 1972), maggio 2004, ISBN 88-429-1258-1
- 332 - Vernor Vinge, Ted Chiang, Michael Swanwick, I premi Hugo 2002 (Fast Times at Fairmont High, Hell Is the Absence of God, The Dog Said Bow-Wow, 2001), aprile 2003, ISBN 88-429-1264-6
- 333 - James Tiptree Jr., E sarà la luce (Brightness Falls from the Air, 1985), giugno 2003, ISBN 88-429-1276-X
- 334 - Christopher Rowley, Guerra per l'eternità (The War for Eternity, 1983), ottobre 2003, ISBN 88-429-1275-1
- 335 - John C. Wright, L'età dell'oro (The Golden Age, 2002), gennaio 2004, ISBN 88-429-1295-6
- 336 - Lois McMaster Bujold, Immunità diplomatica (Diplomatic Immunity, 2002), aprile 2004, ISBN 88-429-1304-9
- 337 - John C. Wright, Phoenix (The Phoenix Exultant, 2003), gennaio 2005, ISBN 88-429-1304-9
- 338 - John C. Wright, La luce del millennio (The Golden Trascendence, 2003), giugno 2005, ISBN 88-429-1446-0
- 339 - Vernor Vinge, Tutti i racconti/1 (The Collected Stories of Vernor Vinge), ottobre 2006, ISBN 88-429-1447-9
- 340 - Vernor Vinge, Tutti i racconti/2 (The Collected Stories of Vernor Vinge), febbraio 2007, ISBN 88-429-1469-X